# Megachile seraxensis
Megachile seraxensis is een vliesvleugelig insect uit de familie Megachilidae. De wetenschappelijke naam van de soort is voor het eerst geldig gepubliceerd in 1893 door Radoszkowski.